# Liga Gay Lituana
Como asociación nacional por la defensa de derechos lésbicos, gay, bisexuales y transgéneros (LGBT*), la Liga Gay Lituana (LGL) es la única organización no gubernamental en Lituania, representando exclusivamente los intereses de la comunidad LGBT * local.
En el contexto cívico nacional, LGL es una de las asociaciones más estables y con más longevidad, con su fundación en 3 de diciembre de 1993. Como asociación, LGL sigue el principio de separación de cualesquiera intereses políticos o financieros, con el intuito principal de obtener la verdadera inclusión e integración de la comunidad LGBT* local. Con experiencia en la defensa de derechos, trabajo de sensibilización y fortalecimiento de la comunidad adquiridos a lo largo de los más de 20 años de existencia, LGL ambiciona el progreso continuo en la esfera de los derechos humanos para las personas LGBT*. 
Actualmente, el equipo de la asociación es constituida por 5 miembros de consejo, 7 miembros de personal, 2 voluntarios internacionales en el ámbito del Servicio Voluntario Europeo, y más de 20 voluntarios locales e internacionales. LGL cuenta con un equipo entusiástico, dinámico y energético, abierto y receptivo a nuevas miembros, ideas y proyectos. Hay que notar que los miembros participantes en las actividades de la organización no se limitan a la comunidad LGBT*.
La oficina de la asociación LGL está basada en Vilnius, calle Pylimo, n.º 23. Este es también el espacio donde el equipo LGL implementa varios proyectos, organiza reuniones e invita miembros de la comunidad local LGBT*, y los que la apoyan, a participar en diferentes eventos. Esta oficina funciona además cómo el único centro LGBT* del país. El centro está equipado con una biblioteca relativa a las actividades desarrolladas por la asociación, ofreciendo acceso libre a internet, y siempre está lista para ofrecer un espacio seguro, con café o té, a la comunidad. El centro está abierto a todas las personas bien intencionadas, interesadas en conocer el trabajo desarrollado por LGL e la situación actual de los derechos humanos LGBT* en Lituania. 
LGL es una organización miembro del Fórum Nacional por la Igualdad y Diversidad (NEDF), y de la Coligación de los Derechos Humanos (HRC). Participa, además, en proyectos de cooperación internacional en un ámbito alargado de organizaciones internacionales, como ocurre con ILGA (Asociación Internacional Lésbica, Gay, Bisexual, Transgénera e Intersexo), y con [tgeu.org  TGEU](Red Transgénera Europea). Los objeticos estratégicos de LGL se alcanzan a través de un encuadramiento de cuestiones LGBT* en un espectro más extenso del discurso de los derechos humanos, por lo que la asociación apoya activamente varias iniciativas en una escala nacional e internacional.   

## Actividades
Las actividades-clave desarrolladas por la organización son (1) la supervisión de la implementación por parte de la República Lituana de las obligaciones referentes a los derechos humanos internacionales de los individuos LGBT*, (2) luchar contra la LGBT*-fobia, y (3) erradicar la discriminación institucional contra individuos LGBT*. Sin embargo, la creación e el desarrollar de un marco legal formalmente más inclusivo no se traducen, automáticamente, en un aumento de la calidad de vida. Apertura, sentimiento de pertenencia e identificación comunitaria son objetivos-clave que representan el éxito en la lucha por el fortalecimiento de individuos LGBT* en Lituania. 
LGL trabaja activamente en varias esferas de acción, afectando diversos aspectos de la vida LGBT* en Lituania. El derecho por la libertad de expresión está siendo protegido a través de la oposición y lucha contra la aplicación de la ley de “propaganda homosexual” lituana a través de métodos jurídicos, de campañas de sensibilización y suplementando el discurso público con ejemplos de información LGBT* positivos. El derecho de reunión pacífico es también ejercitado a través de la organización de eventos de grande escala para la sensibilización público, como ocurre con el evento anual  Rainbow Days y el festival Baltic Pride, realizado a cada tres años.
La participación de la comunidad está siendo asegurada a través del desarrollo del segmento de voluntariado dentro de las actividades de la organización, y también a través de la realización de diversas conferencias, seminarios, workshops y otros eventos culturales destinados a los miembros de la comunidad local. Las estrategias preventivas contra el odio y crímenes homofóbicos y transfóbicos son implementados a través del monitoreo y documentación de estos incidentes, a través de la formación de fuerzas policiales y sensibilización junto de la comunidad para la denuncia de los crímenes de odio presenciados o vividos. Por último, la lucha por los derechos humanos, a la escala internacional, se implementa a través de la presentación de reportes junto de mecanismos internacionales de protección de derechos humanos, a través de la emisión de un boletín informativo de la asociación (con más de 6,000 suscriptores internacionales), y a través de la participación en actividades en redes LGBT* regionales.    

## Historia
Poco después de haber tenido su independencia restablecida, Lituania descriminalizó la relación sexual consensual entre hombres. Antes de esta enmienda al código criminal en 1993, estas relaciones eran legalmente punibles con pena de cárcel de varios años. Aún que haya existido progreso con esta enmienda, “los lituanos homosexuales vivían en clandestinidad, estigmatizados por los media como sembradores del VIH/Sida,” relatan los líderes del movimiento nacional por los derechos LGBT * Vladimir Simonko y Eduardas Platovas. Para combatir esta discriminación, V. Simonko y E. Platovas abrieron el club nocturno “Amsterdam” en Vilnius, en 1993, y publicaron el periódico “Amsterdam” en 1995. En abril de 1994, los dos organizaron la primera conferencia de la Asociación Internacional Gay y Lésbica (ILGA) en la Europa del leste, que se realizó en la ciudad lituana de Palanga. Este evento fue particularmente significativo por haber sido la primera conferencia de esta naturaleza realizada en un estado postsoviético. Simonko y Platovas fundaron la Liga Gay Lituana oficialmente en 1995 y ha sido, desde ahí, la única organización en el país que lucha, exclusivamente, por el avance de los derechos LGBT*.  